# Nyctereutes tingi
Espèce
Nyctereutes tingi est une espèce fossile de carnivores caniformes de la famille des Canidae.

## Distribution et époque
Ce proche parent du Chien viverrin actuel (Nyctereutes procyonoides) a été découvert au xian de Yushe, en Chine. Il vivait à l'époque du Pliocène.

## Taxinomie
Cette espèce a été décrite pour la première fois en 1991 par les naturalistes Richard H. Tedford et Zhan-Xiang Qiu.

## Protologue
- (en) Richard H. Tedford et Zhan-Xiang Qiu, « Pliocene Nyctereutes (Carnivora, Canidae) from Yushe, Shanxi, with comments on Chinese fossil racoon-dogs », Vertebrata PalAsiatica, vol. 29,‎ 1991, p. 179-198.